# Velike Malence
Velike Malence so naselje v Občini Brežice. Nahaja se na desnem bregu reke Krke. V naselju je cerkev sv. Martina.

## Prebivalstvo
Etnična sestava 1991:
- Slovenci: 205 (98,1 %)
- Hrvati: 2 (1 %)
- Makedonci: 1
- Neznano: 1